# Messier 73
Messier 73 (NGC 6994) is een groep van 4 sterren die in 1780 door de Fransman Charles Messier als nummer 73 werd opgenomen in diens lijst van komeetachtige objecten. Messier beschreef het groepje als een open sterrenhoop met bijbehorende nevel hoewel deze nevel slechts een optische illusie bleek die waarschijnlijk werd veroorzaakt door de slechte kwaliteit van Messiers instrumenten.
Messier 73 is echter geen ware open sterrenhoop maar slechts een toevallige samengroepering, een telescopisch asterisme. De helderheid van de sterren bedraagt respectievelijk magnitude 10,5, 10,5, 11 en 12.
M73 bevindt zich schijnbaar dicht in de buurt van de bolvormige sterrenhoop Messier 72.